# Claude Duret
Pour les articles homonymes, voir Duret.
Claude Duret est un juge et botaniste français, né à Moulins vers 1570 et mort le 17 septembre 1611. 

## Biographie
Adrien Davy de Virville voit en son père Louis Duret (1527-1586), et donc le frère de Jean Duret (1563-1629) ; il le rattache ainsi à la prestigieuse famille des médecins royaux. Claude Duret était sans doute le père de Noël Duret, cosmographe de Louis XIII et éditeur de François Viète. Il fut un grand ami d’Olivier de Serres (1539-1619).
On connaît de Claude Duret plusieurs ouvrages dont :
- Discours de la vérité des causes et effects des décadences, mutations, changements, conversions et ruines des monarchies, empires, royaumes et républiques… (Paris, 1595) ;
- Discours de la Vérité des Causes et effets des décadences, mutations etc des Monarchies, Empires et Républiques ; selon l'opinion des anciens et modernes mathématiciens, Astrologues, mages, etc. (Lyon, 1595) ;
- Histoire admirable des plantes et herbes esmerveillables et miraculeuses en nature… (Paris, 1605) ;
- Thrésor (sic) de l'histoire des langues de cest univers, contenant les origines, beautés… décadences, mutations… et ruines des langues hébraïque, chananéenne… etc., les langues des animaux et oiseaux (Coligny, 1613)[1].

Son Histoire admirable des plantes, ornée de gravure sur bois, fait le recueil de tous les faits merveilleux rapportés par les voyages. Ainsi, il débute par la description de l’Arbre de vie du Paradis terrestre, il en donne même une illustration. Il évoque également un arbre étrange dont les feuilles, tombées à terre, s’enfuient à l’aide de petites pattes.